# Institut Adam-Mickiewicz

L’Institut Adam-Mickiewicz (IAM) (polonais : Instytut Adama Mickiewicza) est une agence publique sous la tutelle du ministère polonais de la culture et du patrimoine, créée en 2000, dont l'objectif est de promouvoir la langue et la culture polonaises à l'étranger. Il a son siège à Varsovie.  Il dispose d'un portail Internet multilingue culture.pl (en).
Il s'appuie sur de nombreux collaborateurs, notamment des poètes, des écrivains, des artistes, des critiques, ainsi que des traducteurs. Sa directrice Barbara Schabowska (pl) qui a succédé en 2019 à Paweł Potoroczyn (pl) (2008-2016) et Krzysztof Olendzki (pl) (2016-2019), est entourée de trois adjoints (Dariusz Sobkowicz (pl), Monika Grochowska (pl) et Urszula Penczek (pl)) et d'une équipe pluridisciplinaire.
Il collabore avec de nombreuses autres institutions culturelles polonaises, notamment l’Institut polonais du film (pl), l’Institut du livre (pl), l’Institut du théâtre (pl), l’Institut Frédéric-Chopin (pl) .
Il dispose pour son rayonnement du réseau des instituts polonais à l'étranger : Berlin, Bratislava, Bruxelles, Budapest, Bucarest, Düsseldorf, Kiev, Leipzig, Londres, Minsk, Moscou, New York, Paris, Prague, Rome, Saint-Pétersbourg, Sofia, Stockholm, Tel Aviv, Vienne et Vilnius.